# Ferdinandshof
Ferdinandshof – gmina w Niemczech położona we wschodniej części kraju związkowego Meklemburgia-Pomorze Przednie, w powiecie Vorpommern-Greifswald, wchodzi w skład Związku Gmin Torgelow-Ferdinandshof z siedzibą w mieście Torgelow.

## Geografia
Gmina Ferdinandshof jest położona na nizinie pomiędzy Puszczą Wkrzańską a torfowiskami Friedländer Große Wiese.
Dawniej gmina była położona pośrodku mokradeł. Teren osuszono przez wykopanie kilku rowów melioracyjnych, które odprowadzają nadmiar wody do Zalewu Szczecińskiego rzeką Zarow.
Miejscowość jest najbardziej wysuniętym na wschód punktem Meklemburgii.
Do gminy Ferdinandshof należą części (Ortsteil): Aschersleben, Blumenthal, Louisenhof und Sprengersfelde.

## Historia
1700-1900
Do XVII wieku obszar obecnej gminy był terenem bagnistym, pokrytym dziewiczym lasem. W 1705 r. Johann Jürgen Gundelach, będący wytwórcą witraży, podpisał z rządzącym ówcześnie na tych terenach Królem Szwecji umowę, na mocy której mógł otworzyć w tym miejscu hutę szkła. Gundelach rozpoczął pierwszą kolonizację tego miejsca. Przez cały wiek XVII Scharmützelhütte (jak wtedy nazywano Ferdinandshof) było centralnym punktem bardzo słabo jeszcze zaludnionego obszaru.
Król Prus Fryderyk Wilhelm I odkupił te ziemie od Szwecji. W 1736 r. folwark Scharmützelhütte, przez władze Prus, został oddany w zarząd Generalnego Dzierżawcy Ueckermünde i Torgelow, którym został Christoph Ludwig Henrici, to spowodowało znaczne przyspieszenie procesu zaludniania tego obszaru. W 1737 r. zmianie uległa nazwa folwarku i od tego czasu brzmiała ona Ferdinandshof. Miejscowość coraz bardziej stawała się regionalnym centrum życia kościelnego i gospodarczego, co spowodowało, iż Henrici w 1741 r. przeniósł tutaj siedzibę swojego urzędu. Zarówno Gundelach jak i Henrici są pochowani w miejscowym kościele. Folwark Ferdinandshof podobnie jak Wilhelmsburg oraz Mühlenhof należały do pruskiej domeny stanowej, a od 1862 r. był on dzierżawiony przez Pruskie Ministerstwo Wojny. Aż do zakończenia II wojny światowej mieściły się tutaj wojskowe zakłady naprawcze, założone jeszcze w czasie trwania państwa pruskiego.
W 1863 r. gmina została włączona do sieci kolejowej, przez jej terytorium poprowadzona została trasa kolejowa łącząca do dziś Angermünde i Stralsund. Linia została wówczas wybudowana przez spółkę Berlińsko-Szczecińska Kolej Żelazna (Berlin-Stettiner Eisenbahn-Gesellschaft).

### Herb
Herb Ferdinandshofu został zatwierdzony przez Ministerstwo Spraw Wewnętrznych w dniu 8 czerwca 1998 r. i zapisany pod numerem 163 w ewidencji prowadzonej przez władze kraju związkowego Meklemburgia-Pomorze Przednie.

## Kultura i zabytki
- Kościół z XVIII wieku wraz z cmentarzem.
- Heimatstube Ferdinandshof - izba regionalna, w której przedstawiono życie miejscowej ludności, począwszy od lat 20. XX wieku do lat 80.

### Komunikacja
Gmina jest położona przy drodze krajowej nr 109 łączącej Berlin z Greifswaldem oraz przy linii kolejowej łączącej Berlin ze Stralsundem